# Вишенка (Дновский район)
Вишенка — деревня в Дновском районе Псковской области России. 
Входит в состав Выскодской волости Дновского района.
Расположена в центре района, в 14 км к юго-востоку от районного центра, города Дно на реке Ужинка.

## Население
| 2001 | 2002 | 2010 |
| ---- | ---- | ---- |
| 97   | ↘70  | ↘38  |

Численность населения деревни по оценке на конец 2000 года составляла 97 жителей, на 2010 год — 55 жителей.